# 肖勒姆 (紐約州)
肖勒姆（英語：Shoreham）是位於美國紐約州薩福克縣的村。

## 人口
根據2020年美國人口普查的數據，肖勒姆的面積為1.18平方千米，皆為陸地。當地共有人口850人，而人口密度為每平方千米720人。